# Mathis Haug
Mathis Haug (* 22. Juni 1976 in Pforzheim) ist ein in Frankreich lebender, deutscher Folk-, Jazz- und Bluesmusiker.

## Leben und Wirken
Haug wuchs bis zu seinem sechsten Lebensjahr im Schwarzwald auf. 1982 zog seine Familie mit ihm in die südfranzösische Ardèche-Region, wo er den Rest seiner Kindheit verbrachte. Zwischen 1990 und 1994 machte er in Bars und auf Festivals seine ersten musikalischen Gehversuche, hauptsächlich beeinflusst von deutschem Folk und amerikanischem Blues. Danach ging er für einige Zeit zurück nach Deutschland, um mit Musikern wie Fanda Boom Boom und Mat Robert and the Space Foxes zusammenzuarbeiten.
1999 kehrte Mathis nach Frankreich zurück und kollaborierte zunächst mit verschiedenen Musikern wie Ted Tunnicliffe, bevor er 2003 mit Schulfreund und Gitarrist Seamus Taylor die Band Mathis and the Mathematiks gründete. Das aus diesem Projekt heraus entstandene erste kommerzielle Album 5 ist stilistisch geprägt von Funk, Rhythm'n'Blues, Afroamerikanischer Musik und analogen Effekten der 1960er-Jahre. Während eines zweijährigen Aufenthaltes in Barcelona (2002 bis 2004) rückte Mathis in den Fokus von Presse und Publikum, die Single 4.4.2 stand in den nationalen Charts und war der offizielle Song des Beefeater In-Edit Festivals. In dieser Zeit gewann Mathis den Talent Jazz-Award des Jazz Festival Vienne in Frankreich und tauchte auf verschiedenen Compilations wie den Blues Beat Sessions auf. 2005 wurde 5 in Frankreich veröffentlicht; Rezensionen in bekannten Musikzeitschriften wie Rolling Stone und Crossroads folgten, die Single lief im französischen Sender France Inter.
2011 erschien das Album Playing my Dues, 2013 folgte Distance, veröffentlicht auf dem französischen Blues-Rock-Label Dixiefrog. Hier arbeitete Mathis unter anderem mit der Saxophonistin Céline Bonacina, dem Gitarristen und Sänger Eric Bibb und dem Schlagzeuger Stephan Notari zusammen. Seit einiger Zeit ist Mathis auch als Produzent tätig, so für das 2015 veröffentlichte Album Sacred Seeds von Pura Fé und Zarabi von der marokkanischen Sängerin Oum. Ebenfalls 2015 tauchte er als Gitarrist und Sänger auf Jean-Jacques Milteaus DVD What's that Sound? auf, mit dem er bereits auf seinem Album Distance zusammen gearbeitet hat.

## Diskographie

### Mathis and the Mathematiks
- 2005: 5

### Mathis Haug
- 2011: Playing my Dues
- 2013: Distance
- 2015: A Heartful of Live (Live-CD)
- 2017: Wild Country

### Gastauftritte und Produktionen
- 2009: Emily Loiezau – Pays Sauvage, Gitarrist, Sänger (Bonustrack)
- 2010: André Manoukian – So in Love, Gitarrist
- 2015: Pura Fé – Sacred Seed, Produzent, Musiker und Arrangeur
- 2015: Perrine Mansuy – Rainbow Shell, Autor, Sänger
- 2015: Big Daddy Wilson – Time, Co-Autor
- 2015: J. J. Milteau – What's that Sound? DVD, Gastsänger, Gitarrist
- 2015: Oum – Zarabi, Co-Produzent